# Elezioni regionali in Calabria del 2005
Le elezioni regionali italiane del 2005 in Calabria si sono tenute il 3 e il 4 aprile. Esse hanno visto la vittoria di Agazio Loiero, sostenuto da L'Unione, che ha sconfitto Sergio Abramo, sostenuto dalla Casa delle Libertà.

## Affluenza
Il corpo elettorale per le elezioni del 3, 4 aprile 2005 risultava composto da 1.126.350 elettori. Alla chiusura dei seggi l'affluenza definitiva si è attestata al 64,39%, in aumento rispetto al 2000 dello 0,25%.
| Provincia       | Affluenza | Variazione |
| --------------- | --------- | ---------- |
| Calabria        | 64,39%    | 0,25%      |
| Catanzaro       | 65,95%    | 1,54%      |
| Cosenza         | 64,17%    | 2,48%      |
| Reggio Calabria | 66,28%    | 1,48%      |
| Crotone         | 59,82%    | 1,02%      |
| Vibo Valentia   | 60,50%    | 1,23%      |

## Risultati
|                                                                 | Agazio Loiero (L'Unione) ✔️ Presidente                          | 663 986                                                         | 58,95 | Democratici di Sinistra                       | 168 661   | 15,50 | 7  |  |  |
| Democrazia è Libertà - La Margherita                            | Agazio Loiero (L'Unione) ✔️ Presidente                          | 663 986                                                         | 58,95 | 157 932                                       | 14,52     | 7     |    |  |  |
| Popolari UDEUR                                                  | Agazio Loiero (L'Unione) ✔️ Presidente                          | 663 986                                                         | 58,95 | 94 678                                        | 8,70      | 4     |    |  |  |
| Socialisti Democratici Italiani                                 | Agazio Loiero (L'Unione) ✔️ Presidente                          | 663 986                                                         | 58,95 | 74 214                                        | 6,82      | 3     |    |  |  |
| Partito della Rifondazione Comunista                            | Agazio Loiero (L'Unione) ✔️ Presidente                          | 663 986                                                         | 58,95 | 56 099                                        | 5,16      | 2     |    |  |  |
| Progetto per le Calabrie (PdCI - IdV)                           | Agazio Loiero (L'Unione) ✔️ Presidente                          | 663 986                                                         | 58,95 | 45 865                                        | 4,22      | 2     |    |  |  |
| Uniti per la Calabria (Patto - Verdi - PSDI)                    | Agazio Loiero (L'Unione) ✔️ Presidente                          | 663 986                                                         | 58,95 | 34 208                                        | 3,14      | –     |    |  |  |
| Alleanza Popolare - Repubblicani Europei                        | Agazio Loiero (L'Unione) ✔️ Presidente                          | 663 986                                                         | 58,95 | 26 780                                        | 2,46      | –     |    |  |  |
| Lista Consumatori                                               | Agazio Loiero (L'Unione) ✔️ Presidente                          | 663 986                                                         | 58,95 | 1 738                                         | 0,16      | –     |    |  |  |
| Seggi assegnati alla lista regionale                            | Seggi assegnati alla lista regionale                            | Seggi assegnati alla lista regionale                            | 58,95 | 5                                             |           |       |    |  |  |
|                                                                 | Sergio Abramo (Per la Calabria)                                 | 447 243                                                         | 39,71 | Unione dei Democratici Cristiani e di Centro  | 113 052   | 10,39 | 6  |  |  |
| Forza Italia                                                    | Sergio Abramo (Per la Calabria)                                 | 447 243                                                         | 39,71 | 108 619                                       | 9,98      | 5     |    |  |  |
| Alleanza Nazionale                                              | Sergio Abramo (Per la Calabria)                                 | 447 243                                                         | 39,71 | 107 981                                       | 9,93      | 5     |    |  |  |
| Nuovo PSI                                                       | Sergio Abramo (Per la Calabria)                                 | 447 243                                                         | 39,71 | 58 252                                        | 5,35      | 3     |    |  |  |
| Con Abramo (PRI - PLI - Altri)                                  | Sergio Abramo (Per la Calabria)                                 | 447 243                                                         | 39,71 | 27 268                                        | 2,51      | –     |    |  |  |
| Movimento Idea Sociale                                          | Sergio Abramo (Per la Calabria)                                 | 447 243                                                         | 39,71 | 4 285                                         | 0,39      | –     |    |  |  |
| Seggio assegnato al candidato presidente classificatosi secondo | Seggio assegnato al candidato presidente classificatosi secondo | Seggio assegnato al candidato presidente classificatosi secondo | 39,71 | 1                                             |           |       |    |  |  |
|                                                                 | Fortunato Aloi                                                  | 12 538                                                          | 1,11  | Alternativa Sociale                           | 7 269     | 0,67  | –  |  |  |
|                                                                 | Giuseppe Bilello                                                | 2 583                                                           | 0,23  | Ecologisti Democratici - Democrazia Cristiana | 924       | 0,08  | –  |  |  |
| Totale                                                          | Totale                                                          | 1 126 350                                                       | 100   |                                               | 1 087 825 | 100   | 50 |  |  |
|                                                                 |                                                                 |                                                                 |       |                                               |           |       |    |  |  |
| Fonte: Ministero dell'interno                                   |                                                                 |                                                                 |       |                                               |           |       |    |  |  |

## Consiglieri eletti
| Circoscrizione  | Lista                     | Lista                                | Eletto                     | Preferenze |
| --------------- | ------------------------- | ------------------------------------ | -------------------------- | ---------- |
| Catanzaro       |                           | Democratici di Sinistra              | Doris Lo Moro              | 10.315     |
| Catanzaro       |                           | Democrazia è Libertà - La Margherita | Pietro Rosario Amato       | 6.540      |
| Catanzaro       |                           | Unione di Centro                     | Francesco Talarico         | 10.177     |
| Catanzaro       |                           | Alleanza Nazionale                   | Egidio Chiarella           | 5.414      |
| Catanzaro       |                           | Forza Italia                         | Pietro Aiello              | 9.330      |
| Catanzaro       |                           | Nuovo PSI                            | Leopoldo Chieffallo        | 3.694      |
| Catanzaro       |                           | UDEUR Popolari                       | Domenico Tallini           | 4.388      |
| Catanzaro       |                           | Socialisti Democratici Italiani      | Giuseppe Guerriero         | 2.187      |
| Cosenza         |                           | Democratici di Sinistra              | Nicola Adamo               | 12.877     |
| Cosenza         | Franco Mario Pacenza      | Democratici di Sinistra              | 8.653                      |            |
| Cosenza         | Antonio Acri              | Democratici di Sinistra              | 6.737                      |            |
| Cosenza         |                           | Democrazia è Libertà - La Margherita | Mario Pirillo              | 11.618     |
| Cosenza         | Mario Maiolo              | Democrazia è Libertà - La Margherita | 8.563                      |            |
| Cosenza         |                           | Forza Italia                         | Giuseppe Gentile           | 18.667     |
| Cosenza         | Antonio Pizzini           | Forza Italia                         | 4.605                      |            |
| Cosenza         |                           | Alleanza Nazionale                   | Giovanni Dima              | 15.357     |
| Cosenza         | Francesco Morelli         | Alleanza Nazionale                   | 8.817                      |            |
| Cosenza         |                           | UDEUR Popolari                       | Giuseppe Morrone           | 9.919      |
| Cosenza         | Franco La Rupa            | UDEUR Popolari                       | 9.251                      |            |
| Cosenza         |                           | Unione di Centro                     | Roberto Occhiuto           | 16.217     |
| Cosenza         | Michele Trematerra        | Unione di Centro                     | 7.557                      |            |
| Cosenza         |                           | Socialisti Democratici Italiani      | Luigi Incarnato            | 9.445      |
| Cosenza         |                           | Rifondazione Comunista               | Egidio Masella             | 4.213      |
| Cosenza         |                           | Progetto Calabrie                    | Maurizio Feraudo           | 1.773      |
| Cosenza         |                           | Nuovo PSI                            | Sergio Stancato            | 2.720      |
| Crotone         |                           | Democratici di Sinistra              | Francesco Sulla            | 6.190      |
| Crotone         |                           | Alleanza Nazionale                   | Pasquale Senatore          | 6.014      |
| Crotone         |                           | Democrazia è Libertà - La Margherita | Vincenzo Sculco            | 7.209      |
| Crotone         |                           | Unione di Centro                     | Dionisio Gallo             | 5.394      |
| Reggio Calabria |                           | Democrazia è Libertà - La Margherita | Francesco Fortugno         | 8.581      |
| Reggio Calabria | Demetrio Naccari Carlizzi | Democrazia è Libertà - La Margherita | 8.352                      |            |
| Reggio Calabria |                           | Democratici di Sinistra              | Carmela Frascà             | 8.615      |
| Reggio Calabria |                           | Forza Italia                         | Luigi Fedele               | 8.958      |
| Reggio Calabria | Gesuele Vilasi            | Forza Italia                         | 6.001                      |            |
| Reggio Calabria |                           | UDEUR Popolari                       | Pasquale Maria Tripodi     | 11.943     |
| Reggio Calabria |                           | Unione di Centro                     | Giovanni Nucera            | 8.649      |
| Reggio Calabria |                           | Alleanza Nazionale                   | Alberto Sarra              | 11.976     |
| Reggio Calabria |                           | Socialisti Democratici Italiani      | Cosimo Cherubini           | 6.862      |
| Reggio Calabria |                           | Nuovo PSI                            | Luciano Racco              | 5.539      |
| Reggio Calabria |                           | Rifondazione Comunista               | Antonino De Gaetano        | 2.024      |
| Reggio Calabria |                           | Progetto Calabrie                    | Michelangelo Tripodi       | 3.197      |
| Vibo Valentia   |                           | Democrazia è Libertà - La Margherita | Pietro Giamborino          | 7.704      |
| Vibo Valentia   |                           | Democratici di Sinistra              | Bruno Censore              | 5.794      |
| Vibo Valentia   |                           | Unione di Centro                     | Francescantonio Stillitani | 4.962      |